# Samiska amerikaner
Samiska amerikaner är amerikaner av samisk härkomst. Tidigare användes termen Lapp Americans. Det uppskattas att det bor 30 000 personer med samisk härkomst i Nordamerika.
Framför allt flyttade samer till den amerikanska delstaten Alaska under slutet av 1800-talet.